# LNAH 2009/10
Die Saison 2009/10 war die 14. reguläre Saison der Ligue Nord-Américaine de Hockey (bis 2003 Ligue de hockey semi-professionnelle de Québec; bis 2004 Ligue de hockey senior majeur du Québec). Die sieben Teams sollten in der regulären Saison je 44 Begegnungen absolvieren, jedoch musste der Spielplan aufgrund des vorzeitigen, finanziell bedingten, Ausscheidens der Lois Jeans de Pont-Rouge geändert werden. Das punktbeste Team der regulären Saison waren die Saint-François de Sherbrooke, während die CRS Express de Saint-Georges in den Play-offs zum ersten Mal die Coupe Futura gewannen.

## Teamänderungen
Folgende Änderungen wurden vor Beginn der Saison vorgenommen:
- Die Chiefs de Saint-Hyacinthe stellten den Spielbetrieb ein.
- Die 98.3 FM de Saguenay änderten ihren Namen in Marquis de Saguenay.

## Reguläre Saison

### Abschlusstabelle
Abkürzungen: GP = Spiele, W = Siege, L = Niederlagen, T = Unentschieden, OTL = Niederlage nach Overtime, GF = Erzielte Tore, GA = Gegentore, Pts = Punkte
|                                | GP | W  | L  | OTL | SOL | GF  | GA  | Pts |
| ------------------------------ | -- | -- | -- | --- | --- | --- | --- | --- |
| Saint-François de Sherbrooke   | 44 | 25 | 11 | 5   | 3   | 178 | 156 | 58  |
| Caron & Guay de Trois-Rivières | 44 | 25 | 11 | 5   | 3   | 184 | 165 | 58  |
| Marquis de Saguenay            | 44 | 27 | 15 | 0   | 2   | 178 | 155 | 56  |
| CRS Express de Saint-Georges   | 44 | 25 | 16 | 2   | 1   | 191 | 181 | 53  |
| CIMT de Rivière-du-Loup        | 44 | 21 | 19 | 3   | 1   | 175 | 173 | 46  |
| Isothermic de Thetford Mines   | 44 | 16 | 24 | 2   | 2   | 168 | 209 | 36  |
| Lois Jeans de Pont-Rouge       | 36 | 11 | 22 | 1   | 2   | 141 | 176 | 21  |

## Coupe Futura-Playoffs
|  | Coupe Futura-Halbfinale | Coupe Futura-Halbfinale | Coupe Futura-Halbfinale |  |  | Coupe Futura-Finale | Coupe Futura-Finale      | Coupe Futura-Finale |
|  |                         |                         |                         |  |  |                     |                          |                     |
|  |                         |                         |                         |  |  |                     |                          |                     |
|  |                         | nicht                   |                         |  |  |                     |                          |                     |
|  |                         | bekannt                 |                         |  |  |                     |                          |                     |
|  |                         |                         |                         |  |  | 1                   | Lois Jeans de Pont-Rouge |                     |
|  |                         |                         |                         |  |  |                     | nicht bekannt            |                     |
|  |                         | nicht                   |                         |  |  |                     |                          |                     |
|  |                         | bekannt                 |                         |  |  |                     |                          |                     |
|  |                         |                         |                         |  |  |                     |                          |                     |

## Vergebene Trophäen
| Auszeichnung                                                              | Spieler                      | Team                           |
| ------------------------------------------------------------------------- | ---------------------------- | ------------------------------ |
| Trophée Claude Larose Wertvollster Spieler                                | Jean-François Boutin         | Saint-François de Sherbrooke   |
| Trophée Éric Messier Bester Verteidiger                                   | Louis Mandeville             | Caron & Guay de Trois-Rivières |
| Trophée Guy Lafleur Topscorer                                             | Jean-François Boutin         | Saint-François de Sherbrooke   |
| Trophée Maurice Richard Bester Torschütze                                 | Jean-François Boutin         | Saint-François de Sherbrooke   |
| Trophée Serge Léveillée Bester Trainer                                    | Éric Dandenault              | Saint-François de Sherbrooke   |
| Trophée Jonathan Delisle Beste Führungsqualitäten                         | Jean-François Laplante       | CRS Express de Saint-Georges   |
| Trophée des médias Wertvollster Spieler der Playoffs                      | Yvan Busque                  | CRS Express de Saint-Georges   |
| Trophée du meilleur gardien de but Bester Torwart                         | David Guerrera               | Marquis de Saguenay            |
| Trophée de la recrue offensive Bester offensiver Rookie                   | Dany Roussin                 | CRS Express de Saint-Georges   |
| Trophée de la recrue défensive Bester defensiver Rookie                   | Maxim Gougeon                | Marquis de Saguenay            |
| Trophée du joueur le plus gentilhomme Vorbildliches Benehmen und Fairplay | Jesse Bélanger               | CRS Express de Saint-Georges   |
| Coupe Futura Gewinner der LNAH-Playoffs                                   | CRS Express de Saint-Georges | CRS Express de Saint-Georges   |
| Coupe du Commissaire Bestes Team der regulären Saison                     | Saint-François de Sherbrooke | Saint-François de Sherbrooke   |
| Trophée Gilles Lefebvre Bestes Management                                 | CRS Express de Saint-Georges | CRS Express de Saint-Georges   |

All-Star-Team
| Angriff:      | Jean-François Boutin – Jesse Bélanger – Simon Laliberté |
| Verteidigung: | Louis Mandeville – Mathieu Dumas – David Cloutier       |
| Tor:          | David Guerrera                                          |